# Лыжи (серебряная монета)
Лыжи — серебряная памятная монета номиналом 10 гривен, выпущенная Национальным банком Украины. Посвящена зимним Олимпийским играм 1998 года в Нагано (Япония), участницей которых была Украина.
Монета была введена в обращение 12 февраля 1998 года. Она относится к серии монет «Спорт».

## Описание и характеристика
| Номинал грн. | Металл            | Масса, грамм | Диаметр, мм. | Качество изготовления | Гурт     | Тираж, штук |
| ------------ | ----------------- | ------------ | ------------ | --------------------- | -------- | ----------- |
| 10           | серебро 925 пробы | 31,1 / 33,62 | 38,6         | пруф                  | рифлений | 7 500       |

### Аверс
На аверсе монеты в центре изображён малый Государственный герб Украины, по бокам которого размещены фрагменты изображения снежинок и проба драгоценного металла. Над гербом выбиты цифры «1998» — дата чеканки монеты. По кругу надписи: вверху «УКРАИНА», внизу в две строки «10 ГРИВЕН».

### Реверс
На реверсе монеты изображена фигура спортсмена на беговых лыжах в момент движения на фоне декоративных полосок. Фигура повернута влево. По кругу размещена надпись, раздёленная изображением снежинки: «XVIII ЗИМНИЕ ОЛИМПИЙСКИЕ ИГРЫ НАГАНО».

## Стоимость монеты
Отпускная цена монеты — 530 гривен — была указана на сайте Национального банка Украины в 2014 году.
Фактическая приблизительная стоимость монеты с годами изменялась так:
| Год         | 2010 | 2011 | 2012 | 2013 | 2014 | 2015 | 2016 | 2017 | 2018 |
| ----------- | ---- | ---- | ---- | ---- | ---- | ---- | ---- | ---- | ---- |
| Цена в грн. | 300  | 350  | 400  | 400  | 360  | 600  | 630  | 700  | 750  |